# 국민교회
국민교회(national church)는 특정 민족 또는 국민국가에서만 믿는 기독교 교파다. 정교회는 원래 나라별로 독립교회/자치교회를 두기에 정교회가 세가 강한 국가에서는 정교회가 자동적으로 국민교회의 구실을 한다. 영국 성공회를 제외한 개신교 국민교회들은 19세기에 근대 국민주의가 흥하면서 그 개념이 주로 논의되었다.
덴마크 국민교회나 그리스 교회, 아이슬란드 복음루터교회처럼 공식적으로 국교로 지정되기도 한다.

## 국민교회 목록
| 나라         | 국교회                                          | 상위 교파              |
| ------------ | ----------------------------------------------- | ---------------------- |
| 알바니아     | 알바니아 정교회                                 | 동방정교회             |
| 아르메니아   | 아르메니아 사도교회                             | 오리엔트 정교회        |
| 불가리아     | 불가리아 정교회                                 | 동방정교회             |
| 덴마크       | 덴마크 교회                                     | 루터교                 |
| 잉글랜드     | 잉글랜드 국교회                                 | 성공회                 |
| 이집트       | 알렉산드리아 콥트 정교회                        | 오리엔트 정교회        |
| 에스토니아   | 에스토니아 복음루터교회                         | 루터교                 |
| 에티오피아   | 에티오피아 터와흐도 정교회                      | 오리엔트 정교회        |
| 페로 제도    | 페로제도 교회                                   | 루터교                 |
| 핀란드       | 핀란드 복음루터교회 & 핀란드 정교회             | 루터교/동방정교회      |
| 프랑스       | 프랑스 가톨릭교회                               | 천주교                 |
| 조지아       | 조지아 정교회                                   | 동방정교회             |
| 독일         | 독일 복음교회                                   | 루터교-칼뱅교 합동교회 |
| 그리스       | 그리스 교회                                     | 동방정교회             |
| 아이슬란드   | 아이슬란드 복음루터교회                         | 루터교                 |
| 북아일랜드   | 아일랜드 국교회                                 | 성공회                 |
| 아일랜드     | 아일랜드 가톨릭교회                             | 천주교                 |
| 이탈리아     | 이탈리아 가톨릭교회                             | 천주교                 |
| 레바논       | 안티오케이아 시리아 마론파 교회                 | 동방정교회             |
| 북마케도니아 | 마케도니아 정교회                               | 동방정교회             |
| 노르웨이     | 노르웨이 교회                                   | 루터교                 |
| 포르투갈     | 포르투갈 가톨릭교회                             | 천주교                 |
| 루마니아     | 루마니아 정교회                                 | 동방정교회             |
| 러시아       | 러시아 정교회                                   | 동방정교회             |
| 스코틀랜드   | 스코틀랜드 교회                                 | 칼뱅교                 |
| 세르비아     | 세르비아 정교회                                 | 동방정교회             |
| 스웨덴       | 스웨덴 교회                                     | 루터교                 |
| 투발루       | 투발루 교회                                     | 칼뱅교                 |
| 우크라이나   | 우크라이나 정교회, 우크라이나 그리스 가톨릭교회 | 동방정교회, 동방천주교 |

## 같이 보기
- 기독교 우파